# Libnotes strigivena
Libnotes strigivena är en tvåvingeart som först beskrevs av Walker 1861.  Libnotes strigivena ingår i släktet Libnotes och familjen småharkrankar. Inga underarter finns listade i Catalogue of Life.